# Le vite degli altri
Le vite degli altri (Das Leben der Anderen) è un film del 2006 di Florian Henckel von Donnersmarck, vincitore del Premio Oscar per il miglior film straniero. È il primo lungometraggio del regista e sceneggiatore.
Il dramma si confronta con la storia della Repubblica Democratica Tedesca e indaga lo scenario culturale della Berlino Est controllata dalle spie della Stasi (il Ministero per la Sicurezza dello Stato), temuto organo di sicurezza e spionaggio interni.

## Trama
Berlino Est, autunno 1984. Il capitano della Stasi Gerd Wiesler viene incaricato di spiare Georg Dreyman, famoso scrittore teatrale e intellettuale, ritenuto all'apparenza non pericoloso per l'ideologia del Partito Socialista Unificato di Germania (SED). Anche il superiore di Wiesler, il tenente colonnello Anton Grubitz, lo incoraggia, promettendogli una promozione nel caso riesca a scoprire qualcosa di compromettente su Dreyman. Insieme alla sua squadra, Wiesler approfitta di una breve assenza di Dreyman dal suo appartamento per piazzarvi numerose microspie. L'operazione è caldeggiata dal ministro della cultura Bruno Hempf, innamorato della compagna di Dreyman, l'attrice Christa-Maria Sieland, e desideroso di sbarazzarsi di lui. Wiesler, uomo solo e senza una vita privata, inizia a spiare Dreyman e la compagna, cominciando un po' alla volta a incuriosirsi all'arte e alla letteratura, aspetti della vita a lui fin lì sconosciuti.
Qualche giorno dopo Albert Jerska, un vecchio amico di Dreyman, già da anni impossibilitato a lavorare per via delle sue idee politiche, e per questo ormai stanco e disilluso, si suicida. Questo fatto porta Dreyman a cambiare definitivamente opinione sulla Repubblica Democratica Tedesca (DDR), decidendo di fare qualcosa per ribellarsi alla società in cui vive. Con una macchina per scrivere portata clandestinamente a Berlino Est dall'Occidente, Dreyman comincia a stendere un saggio anonimo sull'alta e anomala percentuale di suicidi nella DDR. Convinto di essere al di fuori delle attenzioni della Stasi, per via della sua notorietà nonché di alcune altolocate amicizie, lo scrittore non sospetta di essere in realtà ascoltato giorno e notte da Wiesler, che tuttavia, sempre più affascinato dallo spirito libero e dalle relazioni sentimentali, di amore e d'amicizia, della coppia di artisti, pian piano si sottrae all'incarico di trovare materiale compromettente e, anzi, non fa nulla per ostacolare Dreyman dai suoi intenti; al contrario, lo protegge indirettamente, cercando di insabbiare l'intrigo il più a lungo possibile.
Quando Christa-Maria, psicologicamente debole, viene portata su disposizione di Hempf alla sede centrale della Stasi per un interrogatorio, rivela a Grubitz il coinvolgimento di Dreyman nell'articolo, che tanto scalpore ha destato nella nomenklatura socialista; l'appartamento di Dreyman è subito ispezionato, ma la macchina per scrivere non viene rinvenuta. Grubitz, comunque, per provare la lealtà di Wiesler, fissa un nuovo interrogatorio dell'attrice sotto la sua supervisione, in cui ella rivela definitivamente il nascondiglio dell'oggetto. Appena prima dell'ennesima ispezione, Wiesler si affretta verso l'abitazione di Dreyman e porta via la macchina per scrivere. Quando Grubitz inizia a cercare proprio nel nascondiglio escogitato da Dreyman e rivelato da Christa-Maria, questa (non sapendo che il posto è ormai vuoto) non regge la vergogna del tradimento e si precipita fuori di casa, gettandosi sotto un camion di passaggio, che la travolge, ferendola mortalmente. L'indagine su Dreyman si chiude in un nulla di fatto ma, pur senza poterlo provare, ora a Grubitz è chiaro che Wiesler ha protetto l'uomo, e perciò lo affronta e gli preannuncia la fine della sua carriera.
Due anni dopo la caduta del muro, in seguito alla riunificazione, Dreyman reincontra Hempf e apprende che anche la sua vita, come quella di tanti altri innocenti cittadini, era spiata. Una volta letti i documenti della Stasi relativi alla sua persona, molto perplesso, capisce finalmente che l'agente "HGW XX/7", sigla identificativa di Wiesler, lo ha coperto. Dreyman riesce a rintracciarlo; ora l'uomo si guadagna da vivere come semplice fattorino. Dreyman vorrebbe andare a parlargli ma, non trovando parole o gesti che possano esprimere la gratitudine per avergli salvato la vita, se ne va. Passano altri due anni e durante il suo lavoro Wiesler nota per caso la pubblicità del nuovo romanzo scritto da Dreyman, dal titolo Sonata per gli uomini buoni. Sfogliandolo in una libreria, vi legge «dedicato a HGW XX/7, con gratitudine» e decide di acquistarlo; quando il commesso gli chiede se lo desidera in una confezione regalo, lui risponde con un lieve sorriso: «No, è per me».

## Produzione
Il film è stato girato quasi esclusivamente a Berlino. In particolare, le riprese all'esterno dell'appartamento di Dreyman si sono svolte in Wedekindstraße, nel quartiere di Friedrichshain; le sequenze dove Dreyman si confida con gli amici sono state filmate presso il memoriale sovietico di Schönholzer Heide, nel quartiere di Pankow; altre scene sono state girate a Frankfurter Tor, lungo la Karl-Marx-Allee e nell'Hebbel-Theater – che, tuttavia, all'epoca dei fatti apparteneva a Berlino Ovest.
Da non dimenticare le riprese nella zona dell'allora sede centrale della Stasi in Normannenstraße, nel quartiere di Lichtenberg; l'autorizzazione a girare nel luogo commemorativo di Alt-Hohenschönhausen è stata invece negata. Tra le poche location non berlinesi, vi è il Gerhart Hauptmann-Theater di Zittau, in Sassonia.

## Distribuzione
Il film è uscito nelle sale tedesche il 23 marzo 2006.

## Promozione
Negli Stati Uniti d'America la pellicola è stata distribuita con la tagline: «Before the fall of the Berlin wall, East Germany's secret police listened to your secrets» («Prima della caduta del Muro di Berlino, la polizia segreta della Germania Orientale ascoltava i tuoi segreti»).

## Accoglienza
A fronte di un budget di produzione di appena 2.000.000 di dollari, il film ha incassato complessivamente la cifra di 77.356.942 dollari, di cui 19.147.078 in Germania e 58.209.864 nel resto del mondo (compresi gli 11.286.112 ottenuti al botteghino negli Stati Uniti).

## Riconoscimenti
Il film è stato insignito di numerosi premi in Germania (Deutscher Filmpreis nel 2006, in 7 categorie su 11 nomination), in Baviera (Bayerischer Filmpreis, in 4 categorie) e in Europa (European Film Awards, in 3 categorie). È stato inoltre il terzo film tedesco a conseguire il riconoscimento dell'Oscar al miglior film straniero, dopo Il tamburo di latta (Die Blechtrommel) (1980) e Nowhere in Africa (Nirgendwo in Afrika) (2003).
- 2006 - Festival del film Locarno
  - Prix du Public
- 2006 - European Film Awards
  - Miglior film
  - Miglior attore ad Ulrich Mühe
  - Miglior sceneggiatura a Florian Henckel von Donnersmarck
  - Nomination Miglior attrice a Martina Gedeck
  - Nomination Miglior regista a Florian Henckel von Donnersmarck
  - Nomination Miglior colonna sonora a Gabriel Yared e Stéphane Moucha
- 2006 - Deutscher Filmpreis
  - Miglior film
  - Miglior regista a Florian Henckel von Donnersmarck
  - Miglior attore protagonista ad Ulrich Mühe
  - Miglior attore non protagonista ad Ulrich Tukur
  - Miglior sceneggiatura a Florian Henckel von Donnersmarck
  - Miglior fotografia a Hagen Bogdanski
  - Miglior scenografia a Silke Buhr
  - Nomination Migliori costumi a Gabriele Binder
  - Nomination Miglior montaggio a Patricia Rommel
  - Nomination Miglior colonna sonora a Gabriel Yared e Stéphane Moucha
  - Nomination Miglior sonoro a Hubertus Rath, Christoph von Schönburg, ed Arno Wilms
- 2006 - Bavarian Film Awards
  - Miglior attore ad Ulrich Mühe
  - Miglior regista a Florian Henckel von Donnersmarck
  - Miglior sceneggiatura a Florian Henckel von Donnersmarck
- 2006 - Satellite Award
  - Nomination Miglior film in lingua straniera
  - Nomination Miglior colonna sonora originale a Gabriel Yared
- 2006 - London Film Festival
  - Satyajit Ray Award a Florian Henckel von Donnersmarck
- 2006 - Los Angeles Film Critics Association
  - Miglior film straniero
- 2007 - Premio Oscar
  - Miglior film straniero
- 2007 - Golden Globe
  - Nomination Miglior film straniero
- 2007 - Satellite Award
  - Nomination Miglior DVD
- 2007 - Independent Spirit Awards
  - Miglior film straniero
- 2007 - British Independent Film Awards
  - Miglior film straniero
- 2007 - David di Donatello
  - Miglior film dell'Unione europea
- 2007 - Nastro d'argento
  - Nastro d'argento europeo a Martina Gedeck
- 2007 - Globo d'oro
  - Miglior film europeo
  - Miglior attore europeo a Sebastian Koch
  - Miglior distributore a 01 Distribution
- 2007 - Golden Camera
  - Nomination Miglior attore tedesco ad Ulrich Mühe
- 2007 - New York Film Critics Circle Awards
  - Miglior film in lingua straniera
- 2007 - Palm Springs International Film Festival
  - Premio del pubblico
- 2007 - International Film Festival Rotterdam
  - Premio del pubblico
- 2007 - Premio Robert
  - Miglior film straniero non statunitense
- 2007 - Premio Bodil
  - Miglior film straniero non statunitense
- 2007 - Guldbagge Award
  - Miglior film straniero
- 2008 - British Academy Film Awards
  - Miglior film non in lingua inglese
  - Nomination Miglior film
  - Nomination Miglior regista a Florian Henckel von Donnersmarck
  - Nomination Migliore sceneggiatura originale a Florian Henckel von Donnersmarck
  - Nomination Miglior attore protagonista ad Ulrich Mühe
- 2008 - Premio César
  - Miglior film straniero
- 2008 - London Critics Circle Film Awards
  - Film in lingua straniera dell'anno
  - Sceneggiatura dell'anno a Florian Henckel von Donnersmarck
  - Nomination Attore dell'anno ad Ulrich Mühe
  - Nomination Regista dell'anno a Florian Henckel von Donnersmarck
- 2008 - Central Ohio Film Critics Association Awards
  - Miglior film in lingua straniera
- 2008 - Irish Film and Television Award
  - Miglior film internazionale
  - Nomination Miglior attore internazionale ad Ulrich Mühe
- 2008 - Film Critics Circle of Australia
  - Miglior film in lingua straniera
- 2010 - London Critics Circle Film Awards
  - 30th Year Anniversary Award - 3rd place

## Altri media
Nel 2006, a seguito del grande successo del film, è stato pubblicato presso la casa editrice tedesca Suhrkamp Verlag il libro di Florian Henckel von Donnersmarck relativo al film, Das Leben der anderen - Filmbuch. Il regista descrive l'idea per il film, i protagonisti Sebastian Koch e Ulrich Mühe raccontano del loro ruolo e Manfred Wilke, il consulente storico, raffigura il contesto storico e si confronta con la domanda se una storia del genere sarebbe stata possibile nella DDR.